# Аниций Ацилий Глабрион Фауст
Аниций Ацилий Глабрион Фауст (на латински: Anicius Acilius Glabio Faustus) е политик на Западната Римска империя през 5 век.

## Политическа кариера
Той е praefectus urbi (408 и 423 г., 425 и 437 г.) и преториански префект на Италия, Африка и Илирия през 437 – 438 г. През 438 г. той е консул заедно с император Теодосий II на Изток. През 442 г. е за втори път преториански префект на Италия.